# Przeznaczenie celne towaru
Przeznaczenie celne towaru oznacza sposób w jaki uregulowana jest sytuacja prawna towaru, będącego przedmiotem obrotu towarowego z zagranicą. Sytuacja prawna, wskazuje jakie przepisy prawa celnego będą zastosowane wobec danego towaru, jakie będą obowiązywać zasady podczas pobierania należności celnych, określa jakie są prawa i obowiązki osoby dokonującej obrotu oraz w jaki sposób będzie można wykorzystać towary na obszarze celnym.
W zależności od posiadanego przez towar statusu celnego może on być przedmiotem różnych przeznaczeń celnych:
1) objęcie procedurą celną,
2) wprowadzenie towaru do wolnego obszaru celnego lub składu wolnocłowego,
3) powrotny wywóz towaru poza obszar celny Wspólnoty,
4) zniszczenie towaru,
5) zrzeczenie się towaru na rzecz Skarbu Państwa.
Towarowi może zostać nadane jednocześnie tylko jedno przeznaczenie celne. Możliwe jest jednak przechodzenie z jednego przeznaczenia celnego w drugie, nawet bez konsekwencji uiszczania należności celnych.